# Фортеця 2: Повернення
«Фортеця 2: Повернення» (англ. Fortress 2: Re-Entry) — американський фільм режисера Джефа Мерфі, який є продовженням кінострічки «Фортеця», з Крістофером Ламбертом у головній ролі.

## Сюжет
Після фіналу першого фільму минуло 10 років. Джон Бреннік живе з Карен і сином Денні десь у горах у Північній Америці. Він — шанований повстанець, який після війни в Мексиці досі переховується від корпорації Men-Tel. Денні каже йому негайно повернутися додому. Коли вони приїжджають, на них чекає троє людей: повстанці та колишній керівник Men-Tel. Вони просять Джона допомогти їм знищити нову електростанцію Men-Tel, без якої корпорацію чекає крах. Джон відмовляється, бажаючи захистити свою родину, і гості відбувають на човні. Але слідом з'являються два вертольоти Men-Tel, і Джон з родиною тікає через тунель під будинком. Джон лишається затримати спецпризначенців, які обшукують околиці. Йому вдається знищити один вертоліт, але врешті Джона схоплюють.
Джон отямлюється в новій в'язниці, де його засуджують до відкладеної страти. Йому вживлюють імплантат, який спричиняє біль, коли він входитиме в заборонені зони. В цій в'язниці немає ґратів, але будь-яке порушення карається болем. Джон знайомиться з в'язнем Маркусом і двома повстанцями, що відвідували його раніше. Серед них колишній віцепрезидент Men-Tel Стен, який став розумово неповносправним через неправильно встановлений імплантат.
Директор в'язниці на ім'я Теллер показує, що давно слідкував за Джоном. Потім він демонструє всім новоприбулим в'язням, що в'язниця розташована в космічній станції та показово викрадає одну з засуджених за борт. Він зазначає, що всі в'язні так чи інакше помруть, бо покинути в'язницю неможливо. Вони мусять працювати, обслуговуючи сонячні панелі, що виробляють електроенергію для Men-Tel.
Маркус підбурює Джона втекти, але на заваді стають метеоритні дощі й радіація. Один із в'язнів гине в нього на очах, коли не встигає повернутися на станцію. Проте Джон зауважує, що на станцію доставляють припаси на шаттлах і планує втекти на одному з них. Теллер тим часом повідомляє комп'ютеру Zed, що хоче запроторити до в'язниці також Карен і Денні.
Щоб утекти, Джон ховається в вантажному контейнері, але Теллер викриває його задум. Директор звільняє наглядачів, які це допустили, а Джона кидає в «Діру» — відсік станції з прозорим куполом, де його пече сонячне проміння. Решта в'язнів отримують подвійну норму виробітку. Коли Джона випускають, Теллер підлаштовує йому зустріч з ув'язненим, який намагається вбити Джона, але програє і гине сам.
Маркус тим часом майструє зі знайдених деталей передавач, за допомогою якого може переглядати по звичайному телевізору відео з камер спостереження. Джон розуміє, що камери на стінах фальшиві, а насправді Zed бачить усе через очі самих в'язнів за допомогою імплантатів. Між тим з'ясовується, що на станції є представники російської мафії на чолі з Каренським, котрі задумали втечу зі своїми спільниками, що прилетять за ними. Джон вирішує об'єднатися з росіянами, але для втечі треба дізнатися код від дверей у кабінет Теллера, де можна вимкнути Zed. Маркус прилаштовує імплантат до Стенового ручного таргана, щоб підглянути як ці коди вводить наглядач Сато. Директор випадково розчавлює таргана, але Стен запам'ятав коди і відчиняє двері. Джон зі спільниками вриваються до кабінету та вимикають комп'ютер.
Росіяни проникають на шаттл, але не дотримуються угоди з Джоном і відлітають самі, застреливши наостанок свого спільника Юрія, що відчиняв їм шлюз. Але Теллер використовує передавач енергії, щоб знищити шаттл. Президент Men-Tel Сьюзан обурена тим, що Теллер потай від неї збудував таку зброю. Тоді Теллер заявляє, що може знищити будь-яку ціль у північній півкулі Землі і влада тепер в його руках. Потім він викидає Джона у відкритий космос. Однак, Джон пригадує як врятувався раніше від метеоритів і застрибує в шлюз, розташований у іншому відсіку станції. Поки всі думають, що він мертвий, Джон розгерметизовує відсік і станція починає падати на Землю. Сато видаляє файл Джона, тому на нього більше не діє імплантат. Тому Теллер посилає Сато особисто вбити втікача, але той перемагає і викидає Сато в космос.
Маркус веде в'язнів до вантажного корабля, поки Теллер відновлює орбіту станції. Джон дістається до пульта керування зброєю та стріляє з неї по сонячних панелях. Станція втрачає енергію та виходить з ладу, Теллер гине від електричного розряду. В'язні та Сьюзан слідають у корабель і повертаються на Землю.

## У ролях
- Кристофер Ламберт — Джон Бреннік
- Ейдан Рі — Денні Бреннік
- Девід Робертсон — Нестор Тюбман
- Ліз Мей Брайс — Єлена Рівера
- Бет Туссен — Карен Бреннік
- Віллі Гарсон — Стенлі Нассбаум
- Пем Грієр — Сюзан Менденхалл
- Віллі Гарсон — Стенлі Нусбаум